# Центрально-Городской район (Горловка)
Центрально-Городской район (укр. Центрально-Міський район) — район на юге города Горловка Донецкой области Украины.
Административно подчинены:
- Пантелеймоновский поселковый совет;
- Озеряновский поселковый совет.

## Население
Общее население — 118 283 человек (2001 год) — крупнейший по численности населения в городе.

### Языковой состав
Родной язык населения по данным переписи 2001 года:
| Язык       | Численность, чел. | Доля     |
| ---------- | ----------------- | -------- |
| Украинский | 16 828            | 14,23 %  |
| Русский    | 99 675            | 84,27 %  |
| Другое     | 1 780             | 1,50 %   |
| Итого      | 118 283           | 100,00 % |

## Достопримечательности
- культурно-спортивный коммерческий центр «Стирол» и ГМЗ имени Артёма,
- кинотеатр «Шахтёр»,
- гостиницы «Родина», «Стирол», «У Зинаиды», «Эллада»,
- художественный музей и музей истории города,
- ПКиО имени Горького, «Юбилейный», сквер на улице Петровского,
- стадион «Шахтёр»,
- Свято-Пантелеймоновская церковь,
- памятник основателю города — Горлову П. Н.,
- памятник танкистам-освободителям — танк Т-34,
- памятник красноармейцам (1918 год),
- памятник Ленину В. И. (красный гранит, площадь Ленина по просп. Победы, возле Горсовета),
- памятник афганцам.

### Учебные заведения
- Горловский институт иностранных языков имени Крупской,
- Автомобильно-дорожный институт Донецкого национального технического университета, (площадь Ленина по просп. Победы, возле Горсовета),
- Техникум Донецкого национального технического университета,
- Техникум Донецкого национального университета,
- Машиностроительный колледж,
- Горловский колледж городского хозяйства,
- Техникум пищевой промышленности,
- Медицинский колледж.

## Жилые массивы
- центр города, (площадь Ленина),
- 88-й квартал,
- Штеровка,
- Короленко,
- Аксёновка,
- Алексеевка,
- Таганрогский,
- Майский,
- пос. ш-ты Ленина,
- Финский,
- Космос,
- 245 кв.,
- «Черемушки»,
- Новогорловка.

пос. Мирный
пос. Пантелеймоновка

## Основные автомагистрали
- просп. Ленина,
- просп. Победы,
- бульвар Димитрова,
- площадь Ленина (Горсовет, горисполком, исполком Ц-Городского р-на — просп. Победы, 67),
- площадь Восстания (Кочегарка),
- площадь Победы (фонтан),
- ул. Горловской Дивизии,
- ул. Остапенка И.О.,
- ул. Лейтенанта Бойко,
- ул. Первомайская,
- ул. Интернациональная,
- ул. Рудакова О.П.,
- ул. Моисеенко,
- ул. Гаевого,
- ул. Гагарина Юрия,
- ул. Минина и Пожарского,
- ул. Орловского,
- ул. Кузнецова-Зубарева,
- ул. Украинская,
- ул. Кирова С.М.,
- ул. Нестерова,
- ул. Пушкинская,
- ул. Комсомольськая,
- ул. Беспощадного.

## Промышленные предприятия
- шахты имени Ленина — в работе; ш.«Кочегарка» — ликвидирована, ГХК «Артёмуголь»,
- ЗАО "Горловский машиностроитель",
- ООО «Энергомаш»,
- фабрика трикотажного полотна (трикотажная фабрика),
- ЗАО «Эластомер»,
- ООО «Авторемзавод»,
- ПАО "Донбассэнерго",
- ГП РУ «Укрпромводчермет».

## Городской транспорт
Представлены все виды транспорта, существующие в городе:
- троллейбусы (все маршруты):
  - 1 трикотажная фабрика — станция Никитовка (Никитовский район Горловки);
  - 2 ж/м Строитель — микрорайон «Солнечный» (Калининский район Горловки);
  - 3 ж/м Строитель — Новогорловка (Калининский район Горловки);
  - 4 ж/м Строитель — станция Никитовка (Никитовский район Горловки).
- трамваи:
  - 1 вокзал (посёлок Майский) — шахта имени Ленина (Жёлтые пруды);
  - 2 16 линия (Оптовый рынок) — шахта имени Ленина (Жёлтые пруды);
  - 3 центр (автовокзал) — ОАО «Стирол» (Калининский район Горловки) (отменен);
  - 5 245 квартал — ОАО «Стирол» (Калининский район Горловки) (отменен);
  - 6 центр — 245 квартал (отменен);
  - 7 245 квартал — Штеровка;
  - 8 шахта имени Калинина — (Калининский район Горловки);
  - 9 («А») центр (кольцевой маршрут) (отменен).
- маршрутные такси, автобусы.

## Железнодорожные станции и остановки
- станция Горловка;
- остановочный пункт 1117 км;
- станция Никитовка, г. Горловка;
- станция Байрак, г. Горловка.